# ایان نولان
ایان نولان (انگلیسی: Ian Nolan؛ زادهٔ ۹ ژوئیهٔ ۱۹۷۰) بازیکن فوتبال اهل ایرلند شمالی است.
از باشگاه‌هایی که در آن بازی کرده‌است می‌توان به باشگاه فوتبال نورتویچ ویکتوریا، باشگاه فوتبال ساوتپورت، باشگاه فوتبال ترانمره راورز، باشگاه فوتبال ویگان اتلتیک، باشگاه فوتبال برادفورد سیتی، باشگاه فوتبال مارین، و باشگاه فوتبال شفیلد ونزدی اشاره کرد.
وی همچنین در تیم ملی فوتبال ایرلند شمالی بازی کرده‌است.